# Юстас Фиц-Джон
Юстас Фиц-Джон или Эсташ Фиц-Джон (англ. Eustace FitzJohn; умер в 1157) — англо-нормандский аристократ. Принадлежал к рыцарскому сословию, но благодаря королевским пожалованиям и двум удачным бракам стал одним из самых могущественных баронов Северной Англии. Участвовал в англо-шотландских войнах (в том числе на стороне Шотландии), после смерти Генриха Боклерка в разное время поддерживал короля Стефана и королеву Матильду, боровшихся за престол. Погиб во время похода Генриха II в Уэльс. Потомками Юстаса по мужской линии являются бароны Вески и графы Линкольн.

## Биография
Юстас Фиц-Джон («сын Джона») принадлежал к рыцарскому сословию. Он был сыном Джона Фиц-Ричарда, рыцаря нормандского происхождения, имевшего земельные владения в Эссексе и Норфолке. Имя его матери источники не сообщают; известно, что у Юстаса были братья Пейн и Уильям, сёстры Агнесса и Аделиза. Предположительно старшим братом был Пейн. В этом случае Юстас не мог рассчитывать на наследство: ему оставалось делать карьеру в качестве слуги короля. Он появился при дворе Генриха I не позже 1119 года (а возможно, уже в 1114 году) и к 1133 году засвидетельствовал своей подписью ряд хартий. Покровительство монарха помогло Юстасу последовательно заключить два удачных брака (по-видимому, оба до 1130 года): сначала он женился на дочери Иво де Вески, получив в качестве приданого феодальную баронию Алник в Нортумберленде с центром в одноимённом замке, земли в Линкольншире и пять с половиной маноров в Йоркшире, а потом — на дочери констебля Честера Уильяма Фиц-Найджела, получив за ней поместья в Йоркшире и Нортгемптоншире.
Генрих I пожаловал Юстасу королевские лены Кнаресборо и Альдеборо в Йоркшире, замок Мальтон в том же графстве; Юстас получал также фьефы от архиепископа Йоркского, епископа Даремского, графа Омальского, Найджела д’Обиньи. В результате он стал одним из наиболее могущественных лордов Севера. В одном только Нортумберленде Юстас держал от 14 до 17 рыцарских фьефов при средних 5-6 на барона. Историки полагают, что такая концентрация земель в руках нового владельца была частью политики Генриха I по переустройству территории, входившей при его отце в состав графства Нортумбрия: Юстас Фиц-Джон стал наряду с Уолтером Эспеком и Давидом Шотландским одним из оплотов королевской власти в этом ненадёжном регионе. Благодаря одному сохранившемуся документу известно, что Уолтер и Юстас вместе выполняли обязанности юстициария Севера.
После смерти Генриха I Юстас признал королём его племянника Стефана Блуаского, а тот позволил барону сохранить за собой все пожалования. Права Стефана на корону оспаривала дочь Генриха I Матильда. По данным одного из источников, некоторые друзья покойного короля ей сочувствовали, но всё-таки присягнули Стефану; в их числе мог быть и Юстас. В любом случае положение барона стало сложным: дядя Матильды Давид Шотландский поддержал её претензии с оружием в руках, и Юстас оказался вовлечён в этот конфликт. 5 февраля 1136 года шотландцы разграбили Алник, 22 марта того же года барон отбил эту крепость. В 1138 году он был в составе армии Стефана, вторгшейся в Шотландию, чтобы отомстить за набеги. Однако король заподозрил Юстаса в намерении перейти на сторону врага; потеряв доверие монарха, Юстас и в самом деле заключил союз с Давидом I и передал ему Мальтон. 22 августа 1138 года он сражался на стороне шотландцев в битве штандартов. Армия Стефана победила, Юстас был ранен и укрылся в Алнике. Впрочем, уже в 1139 году был заключён мир, по которому сын Давида Генрих стал графом Нортумберленда и Хантингдона. Позиции Юстаса в северных графствах были полностью восстановлены, и он даже получил от Генриха новые пожалования в Хантингдоншире. В 1141 году барон поддержал претензии шотландского канцлера Уильяма Комина (ставленника Давида I) на пост епископа Дарема, а в 1143 году был посредником между Уильямом Комином и главным его конкурентом — Уильямом Стюартом.
В последующие годы происходило сближение Юстаса с Ранульфом де Жерноном, который управлял Честерской маркой на границе с Уэльсом и владел обширными землями на севере. Этот магнат в 1144 или 1145 году признал Юстаса наследником бездетного шурина, Уильяма Фиц-Уильяма, назначил его констеблем Честера, пожаловал ему ряд поместий в Чешире, Ланкашире и Йоркшире. По-видимому, из-за воздействия Ранульфа Роджер I де Моубрей передал Юстасу в лен 14 рыцарских фьефов в Йоркшире и Линкольншире: Жернон рассчитывал таким образом усилить влияние своей семьи в этом регионе. В гражданской войне между Стефаном и Матильдой, развернувшейся в Англии, Юстас следовал за Ранульфом, который несколько раз переходил с одной стороны на другу. Ситуация стабилизировалась только в 1153 году, когда претенденты на корону достигли компромисса. В 1154 году Юстас засвидетельствовал одну из последних грамот Стефана.
Со следующим королём, сыном Матильды Генрихом II, барон установил хорошие отношения. Монарх признал за его старшим сыном права наследника, а Юстас оставил свою подпись под рядом грамот Генриха. Будучи уже старым человеком, Юстас Фиц-Джон принял участие в походе короля в Уэльс в 1157 году, попал в засаду и погиб.
Покровительство монастырям
В источниках Юстас фигурирует как покровитель монахов. В 1147 году он основал аббатство Алник как филиал первого в Англии монастыря премонстрантов, аббатства Ньюхаус в Линкольншире. В 1150 году был основан монастырь ордена Гильберта Семпрингхемского в Малтоне в Йоркшире и примерно в то же время — женский гильбертинский монастырь в Уоттоне. Барон покровительствовал также Глостерскому аббатству и августинскому монастырю в Бридлингтоне.

## Семья
Юстас был женат дважды. Его первая супруга Беатриса, дочь Иво де Вески и Альды Тисон, родила сына Уильяма — предка баронов Вески. После её смерти Юстас женился на Агнессе, дочери Ричарда Фиц-Найджела; в этом браке родились сыновья Ричард и Джеффри. Ричард женился на внучке Роберта де Ласи, и его потомки, начиная с сына по имени Роджер, носили фамилию Ласи. В XIII веке они стали графами Линкольна.